# Mutige Frauen
Mutige Frauen (Originaltitel: So Proudly We Hail!) ist ein US-amerikanischer Kriegsfilm mit Claudette Colbert, Paulette Goddard und Veronica Lake aus dem Jahr 1943 unter der Regie von Mark Sandrich. Mutige Frauen ist einer der ersten US-amerikanischen Kriegsfilme, der gezielt die Schicksale und den Einsatz der weiblichen Armeeangehörigen schildert. Die Handlung bezieht sich auf die dramatischen Ereignisse während des Falls von Bataan Mitte 1942.

## Handlung
Die Handlung beginnt mit der Ankunft von acht Krankenschwestern im April 1942 in Australien, die zuvor während der Kämpfe auf den Philippinen im Einsatz waren. Nach langwierigen Befragungen der Leiterin des Trupps, Lt. Janet Davidson, wird die Geschichte rund um den Trupp erzählt. 
Unter der Leitung von Lt. Davidson wird im Dezember 1941 eine Gruppe von neun Krankenschwestern in die Kampfgebiete des Pazifikkrieges abgeordnet. Die lebenslustige Lt. Joan O’Doul hält die Moral der Truppe aufrecht, während Lt. Olivia D’Arcy innerlich von Versagensängsten getrieben wird. Unter großen menschlichen Opfern gelangen die Krankenschwestern schließlich nach Bataan und Corregidor, wo sie sich um die Verwundeten aus der Schlacht mit den Japanern kümmern. Nach dem Fall schaffen es nur wenige Überlebende zurück in die USA. Zu den Opfern gehört Lt. D’Arcy, die sich für die Gemeinschaft opfert, indem sie eine Handgranate zwischen ihren Brüsten versteckt und sich im Quartier des japanischen Befehlshabers, der sich gerade anschickt, sie zu vergewaltigen, in die Luft sprengt.

## Hintergrund
Im Gegensatz zu britischen Kriegsfilmen wurde der Einsatz der weiblichen Armeeangehörigen in den zeitgleich produzierten US-Filmen zunächst am Rande erwähnt. Erst die schrecklichen Ereignisse rund um den Fall von Bataan, bei dem es gerade unter den weiblichen Sanitätsoffizieren zu hohen Verlusten gekommen war, änderte sich das Bild. Nahezu zeitgleich hatten sowohl Paramount Pictures mit Mutige Frauen als auch MGM mit Cry Havoc Filme in der Produktion, die die Heldentaten der Krankenschwestern in den Mittelpunkt rückten. Mutige Frauen konnte mit einer Starbesetzung aufwarten, die mit Claudette Colbert den größten weiblichen Star des Studios auch noch Paulette Goddard und Veronica Lake aufbot. 
Trotz des finanziellen und künstlerischen Erfolges blieb Mutige Frauen eine Ausnahme unter den Kriegsfilmen der Zeit. Der Geschmack des weiblichen Kinopublikums ging eher in Richtung melodramatischer Schilderungen von der Heimatfront und in der Folgezeit entwickelte sich eine Art von Subgenre mit Filmen wie Als du Abschied nahmst, Tender Comrades und The White Cliffs of Dover.

## Kritik
Die Kritiker lobten die Darstellerinnen, insbesondere Paulette Goddard. Der Realismus des Kampfeinsatzes, der Horror im Kriegsgefangenenlager und die Entbehrungen seien, so der generelle Konsens, gut getroffen worden. Bemängelt wurde jedoch, dass die weiblichen Stars auch in den schlimmsten Situationen immer noch aussehen würden, als hätten sie Kostümbildner und Visagisten im Dschungel versteckt. 
Das Lexikon des internationalen Films schrieb: 
„Starbestückte Kriegskolportage mit Flirt, Liebe und Hochzeitsnacht im Bombentrichter – ein Zwitter zwischen Kitsch und Komik, den opfermütigen Krankenschwestern der ganzen Welt gewidmet.“

## Auszeichnungen
Der Film ging mit vier Nominierungen in die Oscarverleihung 1944, gewann jedoch keinen der Preise:
- Beste Nebendarstellerin: Paulette Goddard
- Beste Kamera – Schwarzweiß: Charles Lang
- Bestes Originaldrehbuch: Allan Scott
- Beste visuelle Effekte:  Farciot Edouart, Gordon Jennings, George Dutton

Die Zeitschrift 'Film Daily' nahm Mutige Frauen unter die zehn besten Filme des Jahres 1943 auf.